# Araneus urbanus
Araneus urbanus là một loài nhện trong họ Araneidae.
Loài này thuộc chi Araneus. Araneus urbanus được Eugen von Keyserling miêu tả năm 1887.